# Pisachoides verticalis
Pisachoides verticalis är en insektsart som först beskrevs av Victor Antoine Signoret 1853.  Pisachoides verticalis ingår i släktet Pisachoides och familjen dvärgstritar. Inga underarter finns listade i Catalogue of Life.